# 梅家乡 (南部县)
梅家乡，是中华人民共和国四川省南充市南部县曾经下辖的一个乡。2019年10月，撤销梅家乡和窑场乡，将其所属行政区域划归东坝镇管辖。

## 行政区划
梅家乡撤销前下辖以下地区：
老门垭村、双桥村、铁家沟村、歇马坎村、碑垭合村、青莲寺村、观音庙村、罗家井村、普照寺村、大乘庵村、金盘穴村、大清垭村、观音堂村、公山庙村和华严庵村。